# Ramón Calderón

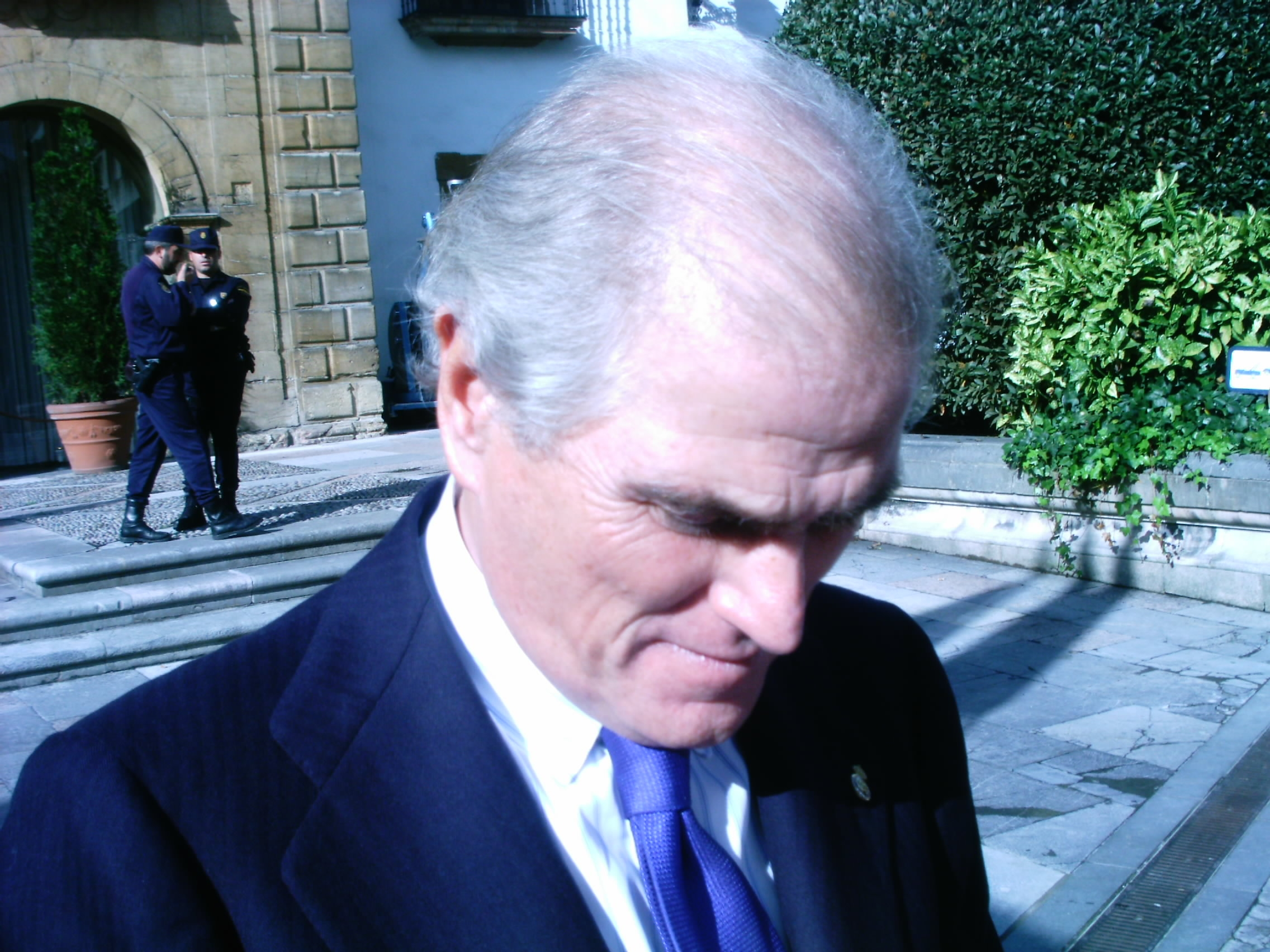
Ramón Calderón

Ramón Calderón Ramos (* 26. Mai 1951 in Palencia) ist ein spanischer Rechtsanwalt.
Er wurde 2006 mit 8.344 Stimmen zum Präsidenten von Real Madrid gewählt, während Juan Palacios Zweiter mit 8.098 Stimmen wurde. Seine ersten Amtshandlungen waren die Verpflichtung des italienischen Trainers Fabio Capello und zweier Spieler von Juventus Turin: Fabio Cannavaro und Emerson. Außerdem lotste er Ruud van Nistelrooy von Manchester United und Mahamadou Diarra von Olympique Lyon, sowie die zwei Argentinier Fernando Gago und Gonzalo Higuaín nach Madrid. 
Sein großes Ziel war es, dass der Verein auf Dauer ausschließlich den Mitgliedern gehört und somit nicht verkauft werden kann. 
Calderón trat am 16. Januar 2009 als Präsident zurück. Die Sportzeitung Marca hatte aufgedeckt, dass an der Abstimmung zur Verabschiedung des Etats mehrere falsche Delegierte teilgenommen hatten, die nicht stimmberechtigt waren.
Calderón räumte die Manipulation ein, erklärte aber, damit nichts zu tun gehabt zu haben. Seine Amtszeit war schon vorher von mehreren Skandalen überschattet gewesen. Der Klubchef musste sich finanzielle Unregelmäßigkeiten und Vetternwirtschaft vorwerfen lassen. Unter Calderón wurde Real zweimal spanischer Meister. Die Erfolgstrainer Fabio Capello und Bernd Schuster wurden jedoch trotz ihrer Titelgewinne später entlassen.
| Personendaten    | Personendaten                              |
| ---------------- | ------------------------------------------ |
| NAME             | Calderón, Ramón                            |
| ALTERNATIVNAMEN  | Calderón Ramos, Ramón (vollständiger Name) |
| KURZBESCHREIBUNG | spanischer Rechtsanwalt                    |
| GEBURTSDATUM     | 26. Mai 1951                               |
| GEBURTSORT       | Palencia                                   |